# Taipé Chinês nos Jogos Olímpicos de Inverno de 2018
Taipé Chinês participou dos Jogos Olímpicos de Inverno de 2018, realizados na cidade de Pyeongchang, na Coreia do Sul. 
Foi a décima segunda aparição do país em Olimpíadas de Inverno, sendo que participa regularmente desde os Jogos de 1984, em Sarajevo (em 1972 e 1976 como República da China). Esteve representado por quatro atletas que competiram em dois esportes.

## Desempenho

### Luge
Masculino
| Atleta     | Evento     | Final     | Final     | Final     | Final       | Final    | Final |
| Atleta     | Evento     | Descida 1 | Descida 2 | Descida 3 | Descida 4   | Total    | Pos.  |
| ---------- | ---------- | --------- | --------- | --------- | ----------- | -------- | ----- |
| Lien Te-an | Individual | 52.121    | 51.472    | 50.545    | Não avançou | 2:34.138 | 38º   |

### Patinação de velocidade
Feminino
| Atleta        | Evento      | Final   | Final |
| Atleta        | Evento      | Tempo   | Pos.  |
| ------------- | ----------- | ------- | ----- |
| Huang Yu-ting | 500 metros  | 38.98   | 22º   |
| Huang Yu-ting | 1000 metros | 1:16.44 | 20º   |
| Huang Yu-ting | 1500 metros | 2:18.84 | 26º   |

Masculino
| Atleta          | Evento      | Final   | Final |
| Atleta          | Evento      | Tempo   | Pos.  |
| --------------- | ----------- | ------- | ----- |
| Sung Ching-yang | 500 metros  | 35.86   | 34º   |
| Tai William     | 1500 metros | 1:50.63 | 34º   |

Legenda
| Recorde mundial      | Recorde mundial (World record)               |                       | Recorde africano                      | Recorde africano (African) |                                           | Q | Classificado por posição (Qualified) |
| Recorde olímpico     | Recorde olímpico (Olympic record)            | Recorde da América    | Recorde da América (Americas)         | q                          | Classificado por melhor tempo (Qualified) |   |                                      |
| Melhor marca do ano  | Melhor marca do ano (World leading)          | Recorde asiático      | Recorde asiático (Asian)              | DNS                        | Não largou (Did not start)                |   |                                      |
| Recorde nacional     | Recorde nacional (National record)           | Recorde europeu       | Recorde europeu (European)            | DNF                        | Não terminou (Did not finish)             |   |                                      |
| Recorde pessoal      | Recorde pessoal do atleta (Personal best)    | Recorde da Oceania    | Recorde da Oceania (Oceania)          | DSQ / DQ                   | Desclassificado (Disqualified)            |   |                                      |
| Recorde da temporada | Recorde da temporada do atleta (Season best) | Recorde sul-americano | Recorde sul-americano (South America) | NM                         | Sem marca (No mark)                       |   |                                      |